# Tennis Channel Open 2005
Il Tennis Channel Open 2005 è stato un torneo di tennis giocato sul cemento.
È stata la 18ª edizione del Tennis Channel Open,che fa parte della categoria International Series nell'ambito dell'ATP Tour 2005.
Si è giocato a Scottsdale in Arizona dal 21 al 28 febbraio 2005.

## Campioni

### Singolare
Wayne Arthurs ha battuto in finale  Mario Ančić con il punteggio di 7–5, 6–3

### Doppio
Bob Bryan /  Mike Bryan hanno battuto in finale  Wayne Arthurs /  Paul Hanley con il punteggio di 7–5, 6–4